# Antonín Volánek
Antonín Josef Alois Volánek, také Anton Wolaneck, Wolanek nebo Wolawka, (1. listopadu 1761 Jaroměř – 16. ledna 1817 Praha) byl český varhaník, houslista, dirigent a hudební skladatel.

## Život
Narodil se v Jaroměři a v tamní matrice je zapsán jako Wolawka. Po příchodu do Prahy byl nejprve houslistou v kostele sv. Vojtěcha. Poté hrál v Thunovském divadle a od roku 1783 v Nosticově divadle. V roce 1785 se stal dirigentem v divadle Bouda a od roku 1790 působil v divadle U Hybernů. Řídil rovněž německé singspiely v Nosticově divadle. Mezi jinými zde dirigoval i první pražská představení Mozartovy opery Kouzelná flétna.
Krátce účinkoval i v Lipsku a v Karlových Varech. Po návratu do Prahy byl varhaníkem v chrámu svatého Petra a Pavla na Vyšehradě. V letech 1801–1816 působil jako ředitel kůru v kostele svatého Petra na Poříčí. Vedle toho byl i kapelníkem v divadle kláštera dominikánek na Malé Straně (bylo zrušeno v roce 1813, dnes tam sídlí České muzeum hudby).
Byl velmi plodným skladatelem. Komponoval klavírní sonáty, tance i symfonickou hudbu. Psal scénickou hudbu pro divadlo a je i autorem několika singspielů, které byly provedeny nejen v Praze, ale i ve Vídni a v Lipsku. V době svého působení v Boudě spolupracoval s baletním mistrem Sweersem a napsal pro něj (jako první český skladatel) několik baletních pantomim.

## Dílo

### Opery
- Die Maskerade im Serail oder Die grosse Löwenjagd (1792, Praha)
- Der Schuster-Feierabend oder Kasperl, die fressende Schildwache (1792, Vídeň)
- Die Überraschung (1797, Lipsko)
- Die Hochzeit auf dem Lande oder Hanns Klachel, dritter Teil (1798, Praha)

### Balety
- Der Steinhauer
- Das nächtliche Rendes-vous
- Der Bauernschmaus ode Der lahme Bettler mit kraden Füssen
- Das Dorf-Concert in Tyrol oder die Drei Nebebuhler